# Otto Soltmann (Diplomat)
Otto Soltmann (* 23. Mai 1913 in Koblenz; † 10. September 2001) war ein deutscher Diplomat, zuletzt im Rang eines Botschafters.

## Leben
Otto Soltmann war der Sohn von Ilse Heydweiller († 1972) und dem Offizier Otto Soltmann († 1916). Er besuchte das Arndt-Gymnasium in Berlin-Dahlem und das Fridericianum Davos. 1936 bis 1937 war er Spieler des Berliner Schlittschuhclubs, seinerzeit der amtierende deutsche Eishockey-Meister.
Soltmann studierte Rechtswissenschaft an der Universität Berlin und in Rostock und wurde 1940 mit dem Thema "Sport und Steuer" zum Doktor der Rechte promoviert. Seine Referendariate absolvierte er beim Amtsgericht Ribnitz und dem Landgericht Berlin. 1939 wurde er zur Wehrmacht eingezogen. 1946 kehrte er aus der Kriegsgefangenschaft zurück und wurde bei der Wirtschaftsverwaltung Bremen beschäftigt. 1947 wurde er im Amt für Hschw. in Bremerhaven beschäftigt.
Im Jahre 1949 heiratete er Margaret Oakleigh-Walker († 2014); mit der er zwei Töchter hatte.
Von 1948 bis 1952 arbeitete Soltmann in der Präsidialkanzlei des Bremer Senats. 1952 trat er in den Dienst des Auswärtigen Amtes. Von 1958 bis 1961 war er Konsul in Seattle und von 1961 bis 1963 Botschafter in Brazzaville.
Von 1963 bis 1967 leitete Soltmann die Auslandsvertretung in Nairobi, wo er 1964 zum Botschafter ernannt wurde. Von 1970 bis 1974 hatte er Exequatur als Generalkonsul in Bombay mit dem Amtsbezirk Maharashtra, Madhya Pradesh, Gujarat, Rajasthan, Union Territory of Goa, Daman. Von 1974 bis 1978 war er Botschafter in Wellington und gleichzeitig in Suva akkreditiert.